# 우스터 폴리테크닉 대학
우스터 폴리테크닉 대학(Worcester Polytechnic Institute, 우스터 폴리테크닉 인스티튜트, WPI)은 미국 매사추세츠주 우스터에 위치한 사립 연구형 대학이다. 1865년에 우스터에 설립된 이 대학은 미국 최초의 공학 및 기술 대학교들 가운데 하나였으며 현재 14개의 학부에 과학, 공학, 기술, 경영, 사회과학, 인문, 예술 부문에서 50개 이상의 학부 프로그램을 제공한다.

## 같이 보기
- 사립기술대학협회